# Denis Martínez Roque
Denis Martínez Roque (1990, Camagüey, Cuba) es un bailarín y coreógrafo cubano. Fue primer bailarín y coreógrafo de la Compañía Nacional de Danza de Cuba.

## Biografía
Nació en Camagüey (Cuba) en 1990. Comenzó a recibir clases de danza con 10 años. Se graduó en la Escuela Profesional de Danza de Cuba. Inició su carrera en el Ballet Contemporáneo Endedans de Cuba, compañía en la que fue bailarín y después coreógrafo. Como coreógrafo creó distintas obras para la compañía, con el apoyo de las Artes Escénicas y el Ministerio de Cultura de Cuba, recibiendo numerosas menciones y premios.
En el año 2009 pasó a formar parte de la Compañía Nacional de Danza de Cuba (Danza Contemporánea de Cuba). Como miembro de la compañía realizó giras internacionales, con representaciones en distintos países, como el Teatro de la Ópera (Roma), la Maison de la danse (Lyon), el Teatro Sadler´s Wells (Londres), el Teatro Real (Madrid), el Mercado de las Flores (Barcelona) o el Auditorio Nacional (Ciudad de México). En el año 2013 se convirtió en primer bailarín y coreógrafo de la Compañía Nacional de Danza de Cuba (Danza Contemporánea de Cuba), bajo la dirección del Consejo Artístico de la Compañía Nacional y el Ministerio de Cultura de Cuba.
En el año 2014 se trasladó a Suiza como integrante del Circo Royal de Suiza, como primer bailarín solista. A finales del año 2014 se trasladó a España. Desde el año 2014 vive y reside en Bilbao.
Ha trabajado como bailarín y coreógrafo en distintas representaciones de baile españolas.

## Trabajos
- Juntas somos Broadway, 2021
- Allegro Ma Non Troppo (espectáculo musical), 2021
- 365, 2022